# Rames
Els rames són un dels pobles indígenes de Nicaragua que habita a la Regió Autònoma de l'Atlàntic Sud al sud-est de Nicaragua.

## Territori
En temps de la colònia espanyola, els branca van ser una de les grans tribus indígenes que van dominar gran part dels territoris de l'actual Regió Autònoma de l'Atlàntic Sud (RAAS). Avui, només sobreviuen uns 1.300 descendents d'aquesta ètnia, 900 d'ells assentats a l'Illa Rama Cay, dins de la badia de Bluefields, que és com la seva capital, amb una cultura que a poc a poc va desapareixent, de la mateixa forma en què el seu idioma i les seves tradicions van sent substituïts per altres llengües i altres maneres de vida, però sense canviar la pobresa en què viuen fa dècades.
Rama Cay és un illot situat a quatre quilòmetres al sud de la ciutat de Bluefields, dins de la badia, de 176 quilòmetres quadrats, del mateix nom. És una illa petita en grandària —només cinc mansanes quadrades— però d'una gran importància cultural, perquè aquest és la llar dels últims descendents de la gran ètnia indígena dels rames, la cultura de la qual està a punt de desaparèixer, de la mateixa forma en què a poc a poc es van acabant els seus últims habitants.
L'illa de Rama Cay està situada al sud de la Badia de Bluefields, enfront de la desembocadura del riu Cukra. És un dels vuit illots que formen el diminut arxipèlag que porten els nom de Rama, Guaca, Masan, Cualapa, Cucu, Uariu, Filis i Bryan, tots amb l'afegit anglès de “Key”, però que en l'idioma s'acostuma a canviar per Cay.
Uns 400 branques estan disseminats en petits grups assentats a la riba dels rius Indio, Wirinki, Monkey Point, Punta Àguila i Punta Gorda.

## Cultura
Els rama són una cultura de l'aigua. La seva activitat principal és la pesca. A més conreen cacau, banana, batata, blat de moro i cocos; crien porcs, gallines i galls dindis i practiquen la cacera.
Viuen en cases col·lectives. Cada comunitat es compon de dues meitats rituals, que estan dirigides per un consell de líders.

## Llengua
El rama pertany a la família de llengües txibtxa, dins de la qual conforma el grup vòtic, conjuntament amb el guatuso o maléku de Costa Rica. La majoria de la població branca parla també una llengua criolla basada en l'anglès del Carib i relacionat amb el crioll miskito i el crioll sanandresà.

## Conflicte
En 2001, un decret del president de Nicaragua Arnoldo Alemán va autoritzar la concessió per a la construcció, operació i explotació d'un ferrocarril interoceànic per l'empresa Canal Interoceànic de Nicaragua, Societat Anònima (CINN), sense consultar a les comunitats afectades. Els rama, conjuntament amb la comunitat de Monkey Point van presentar un recurs d'empara davant la Cort Suprema de Justícia i una petició de mesures cautelars davant la Comissió Interamericana de Drets Humans. El projecte està paralitzat però de continuar-se, podria causar un dany irreparable al poble rama.
El 22 d'abril de 2006 el procurador general de Nicaragua, Alberto Novoa, i el representant de les companyies estatunidenques MKJ Exploraciones Internacionales S.A. de Louisiana i Infinity Inc. de Kansas, van signar un contractes de concessió per a l'exploració de petroli i gas en el Carib nicaragüenc. > Aquest contracte va ser anul·lat a l'agost següent pel tribunal de Bluefields, però al desembre de 2007 els Consells Regionals Autònoms van autoritzar la seva subscripció, que es va realitzar en 2008 amb la MKJ i en 2009 amb la Infinity.
D'altra banda la no titulació de les seves terres tradicionals als Pobles Indígenes segueix fomentat una situació d'ocupació i usurpació permanent als territoris dels Pobles Indígenes.